# Hans Gispen
Johannes Hendrik (Hans) Gispen (Baarn, 11 augustus 1905 - Nijmegen, 16 juni 1968) was een Nederlands politicus namens de Anti-Revolutionaire Partij (ARP).
Gispen studeerde economie aan de Nederlandsche Handels-Hoogeschool te Rotterdam en heeft zowel bij de overheid (op het ministerie van Economische Zaken) als in het bedrijfsleven gewerkt.
Hij was met onderbreking van 1939 tot 1951 directeur en van 1951 tot 1956 van de vicevoorzitter hoofddirectie van Organon, van 1956 tot 1961 vicevoorzitter van de raad van bestuur van de NV Koninklijke Zwanenberg/Organon.
In het laatste oorlogsjaar (1945) was hij van 23 februari tot 23 juni in het derde kabinet-Gerbrandy minister van Handel, Nijverheid en Landbouw. Van eind 1945 tot eind 1946 zat hij in de Staatscommissie-De Vries, die zich bezighield met de nationalisering van De Nederlandsche Bank. In 1946 stond hij op de verkiezingslijst van de ARP voor de Eerste Kamer maar werd daarin niet verkozen; sindsdien speelde hij geen rol in de politiek meer.
In 1946 werd hij benoemd tot Ridder in de Orde van de Nederlandse Leeuw.
Hans Gispen leed aan tuberculose en raakte in 1961 na een hersenbloeding verlamd. In 1968 overleed hij op 62-jarige leeftijd.

## Familie
Hans Gispen trouwde in 1930 met Barendina (Dina) van Eijnsbergen, en zij kregen 2 zoons en 2 dochters. Hun dochter Annemarie trouwde met hoogleraar Jack ter Heide (1923-1988)
Gispen was afkomstig uit een predikantengeslacht. Zijn overgrootvader Willem Gispen, zijn grootvader Willem Hendrik Gispen (1833-1909) en zijn vader Willem Hendrik Gispen (1871-1934) waren allen predikant. De laatste twee in de Gereformeerde Kerken in Nederland, het protestantse kerkgenootschap waartoe ook hij behoorde.
Zijn broer Willem Hendrik Gispen (1900-1986) was hoogleraar theologie aan de Vrije Universiteit Amsterdam en in 1956 rector magnificus van deze destijds nog gereformeerde universiteit.